# Rusticio
Flavio Rusticio (latino: Flavius Rusticius; fl. 464) è stato un politico e generale bizantino.

## Biografia
Rusticio fu nominato magister militum per Thracias dall'imperatore Leone I; nel 464 fu sostituito da Basilisco, cognato dell'imperatore.
Sempre nel 464 fu console prior d'Oriente, con Anicio Olibrio (sempre in Oriente) come collega; probabilmente si trattò di un onore in concomitanza della fine della sua carriera.
Morì entro il 475.